# Asperula rechingeri
Asperula rechingeri är en måreväxtart som beskrevs av Friedrich Ehrendorfer och Schönb.-tem.. Asperula rechingeri ingår i släktet färgmåror, och familjen måreväxter.
Artens utbredningsområde är Iran. Inga underarter finns listade i Catalogue of Life.